# Hellmut Grashey
Hellmut Christian Ludwig Grashey (* 14. Mai 1914 in Nürnberg; † 12. Januar 1990 in Murnau-Westried) war ein Generalmajor des Heeres der Bundeswehr und bis Ende 1969 Stellvertretender Inspekteur des Heeres.

## Militärische Laufbahn

### Ausbildung in der Reichswehr
Grashey wurde als Sohn eines Oberstudiendirektors geboren. Nach dem Besuch des Ludwigsgymnasiums München trat er 1933 in die Reichswehr ein. Er war Offiziersanwärter im 19. (Bayerisches) Infanterie-Regiment (Reichswehr) in München und besuchte die Infanterieschule in Dresden.

### Dienst in der Wehrmacht
1935 erfolgte die Leutnantsbeförderung. Er diente in der Wehrmacht u. a. als Zugführer und Kompaniechef im Infanterie-Regiment Augsburg, im Gebirgsjäger-Regiment 99 der 1. Gebirgs-Division in Füssen und als Lehroffizier an der Infanterieschule in Döberitz. Grashey nahm am Polen- und Frankreichfeldzug (u. a. 1943 als Generalstabsoffizier der 1. Skijäger-Brigade) teil und wurde dann nach einer Verwundung als Adjutant an der Heeres-Hochgebirgsschule verwendet. Nach der Generalstabsausbildung erhielt er 1943 die Beförderung zum Major i. G. und 1944 schließlich zum Oberstleutnant i. G. Er war im Oberkommando des Heeres und als Erster Generalstabsoffizier einer Division eingesetzt. Er wurde mit dem Eisernen Kreuz I. Klasse ausgezeichnet.

### Übernahme in die Bundeswehr
Grashey war zunächst als Kaufmann tätig. Von etwa 1949 bis 1955 war er Angehöriger der Organisation Gehlen.
Nach Aufstellung der Bundeswehr wurde er als Oberst wiedereingestellt und kommandierte als Erster vom 15. November 1957 bis zum 15. Mai 1959 die Gebirgskampfgruppe B8 in Mittenwald. Nach weiteren Verwendungen übernahm Generalmajor Grashey schließlich vom 1. April 1966 bis zum 30. September 1968 das Kommando über die 4. Panzergrenadierdivision in Regensburg. Nach diesem Truppenkommando wurde er in das Bonner Bundesministerium der Verteidigung versetzt, wo er unter dem Inspekteur des Heeres, dem gerade eingesetzten Generalleutnant Albert Schnez, ab November 1968 als dessen Stellvertreter und Chef des Stabes des Führungsstabs des Heeres diente.
Im Zuge der Gesellschaftskritik durch die 68er-Bewegung vertrat eine wachsende Anzahl konservativer Offiziere die Meinung, das Militär müsse auf die politischen und sozialen Angriffe auf ihren Berufsstand reagieren. So wurde u. a. eine stärker „traditionelle“ Traditionspflege gefordert. Im Dezember 1969 wurde eine geheime, von Schnez in Auftrag gegebene und von Grashey mit bearbeitete, Studie mit dem Titel „Gedanken zur Verbesserung der inneren Ordnung des Heeres“ bekannt. Sie wurde hiernach als „Schnez-Studie“ bekannt, die noch vom vormaligen Verteidigungsminister Gerhard Schröder (CDU) in Auftrag gegeben worden war.
Sie wird als offener Konfliktausbruch der kriegsgedienten Soldatengeneration gesehen, die die Prinzipien der Inneren Führung als für das Militär zu eng ansahen. Die Studie beklagte den „fehlenden Verteidigungswillen im Volk“ und forderte „eine Reform an Haupt und Gliedern, an Bundeswehr und Gesellschaft“, um die gesunkene Kampfkraft des Heeres entscheidend zu heben. Zudem monierte die Studie eine „übertriebene parlamentarische Kontrolle“ des Militärs. So stellte sie weitreichende Forderungen an die Zivilgesellschaft, darunter auch Änderungen des Grundgesetzes, um die Autorität des Militärs in Krisen und Krieg zu stärken. Des Weiteren sollte sich die Bundeswehr auf die Werte einer „Kampf-, Schicksals- und Notgemeinschaft“ besinnen. Grashey forderte zudem, dass die Bundeswehr endlich die „Maske“ der Inneren Führung ablegen und zu alten soldatischen Werten zurückkehren müsse.
Schnez blieb trotz Rücktrittsforderungen bis zu seiner Pensionierung am 30. September 1971 an der Spitze des Heeres. Grashey selbst musste jedoch zum 31. Dezember 1969 in den Ruhestand treten.

### Sonstiges
Von 1973 bis 1981 war Grashey Leiter des Regionalkreises Bayern der Clausewitz-Gesellschaft. Er war verheiratet und hatte drei Kinder.